# Исмаил аль-Захир
Исмаил ибн Абд-ар-Рахман (араб. إسماعيل ب. عبد الرحمن‎; ум. 1043, Толедо) — правитель тайфы Толедо (1032—1043).

## Биография
Был сыном Абд-ар-Рахмана ибн Дил-Нуна, вали (наместника) Куэнки. В 1018 году, после совершеннолетия получил от отца Уклес, а несколько лет спустя отец назначил его правителем Толедо, в котором он проявил себя как успешный правитель.
После распада Кордовского халифата тайфа Толедо стала независимым государством. Исмаил показал себя как грамотный правитель, пополняя государственную казну и укрепляя крепости на севере государства. Помимо этого, он покровительствовал учёным и увлекался поэзией, сам писал стихи.
Скончался в 1043 году; после его смерти правителем тайфы стал его сын Яхья аль-Мамун.